# آورو (کمون)
آورو (به فرانسوی: Avroult) یک کمون در فرانسه است که در پا-دو-کاله واقع شده‌است. آورو ۴٫۷۸ کیلومتر مربع مساحت دارد ۱۴۱ متر بالاتر از سطح دریا واقع شده‌است.